# Església de Sant Joan Baptista d'Atzeneta d'Albaida
L'església de Sant Joan Baptista és una església situada al carrer Sant Antoni, 3, al municipi d'Atzeneta d'Albaida, Vall d'Albaida, País Valencià. És Bé de Rellevància Local amb identificador número 46.24.003-002.

## Història
Es va erigir com a parròquia l'any 1574. El temple es va construir al segle xviii.

## Descripció
Es tracta d'una església d'una única nau central. No té creuer, però presenta vuit capelles laterals entre contraforts i un presbiteri rectangular. Es cobreix amb una volta de canó amb llunetes reforçades per arcs que baixen fins als contraforts, que estan decorats en el seu frontis per una pilastra coríntia. L'interior està decorat amb abundància de motius barrocs a base d'estucats, amb decoracions daurades en els arcs, capitells i entaulaments. A més de la seua decoració, presenta nombroses imatges de sants, tant escultures com pintures i vitralls.
El campanar es troba en un angle a la façana. És de planta quadrada i es configura en tres cossos rematats per cornises. El corona una barana de pedra amb boles herrerianes. Té un aspecte fortificat i està dotat de quatre campanes.
La major i més antiga de les campanes és La Gran. Data de 1963 i pesa 770 quilograms. El mateix que La Tiple -de 1966 i 102 kg- i Maria dels Desemparats -de 1969 i 512 kg- va ser fabricada per la fosa atzenetina els Roses . Una quarta campana, Sant Josep, va ser fabricada a 1991 a Torredonjimeno.